# Endomia magna
Endomia magna es una especie de coleóptero de la familia Anthicidae.

## Distribución geográfica
Habita en Nueva Gales del Sur (Australia).